# Manuel Locatelli
Manuel Locatelli (n. 8 ianuarie 1998, Lecco, Lombardia, Italia) este un fotbalist profesionist italian care joacă ca mijlocaș pentru clubul din Serie A Juventus și echipa națională a Italiei.
După ce a trecut prin sistemul de tineret al clubului, Locatelli a debutat profesional cu Milan, ajutându-i să câștige Supercoppa Italiana 2016. S-a mutat la Sassuolo în 2018.
Locatelli a reprezentat Italia la nivel senior la nivel internațional, participând la UEFA Euro 2020.